# 郝树才
郝树才（1908年—1986年），男，陕西延长人，中国生产工作者，陕甘宁边区特等劳动英雄，曾任第四、五届全国人大代表。